# Josef Klapuch
Josef Klapuch   (Zbyslavice, 10 de febrer de 1906 - Praga, 18 de desembre de 1985) va ser un lluitador txec, que va compaginar la lluita lliure i la lluita grecoromana, i que va competir sota bandera txecoslovaca durant la dècada de 1930.
El 1936 va prendre part en els Jocs Olímpics d'Estiu de Berlín, on va disputar dues proves del programa de lluita, una de lluita lliure i una altra de lluita grecoromana. En la prova del pes pesant de lluita lliure guanyà la medalla de plata, mentre en la del pes pesant de lluita grecoromana, quedà eliminat en sèries.
En el seu palmarès també destaquen dues medalles al Campionat d'Europa de lluita, de plata el 1934 en estil lliure i de bronze el 1937 en estil grecoromà, així com deu campionats nacionals, set en estil lliure i tres en grecoromà, sempre en el pes pesant.
Durant la dècada de 1930 i 1940 va participar en diverses pel·lícules.